# Квадратна піраміда

Квадратна піраміда

У геометрії квадра́тна пірамі́да — це піраміда, що має квадратну основу. Якщо вершина піраміди знаходиться на перпендикулярі від центра квадрата, піраміда має симетрію C4v.

## Многогранник Джонсона (J1)
Якщо всі бічні грані піраміди — правильні трикутники, піраміда є одним з тіл Джонсона (J1).
Тіла Джонсона — це 92 строго опуклих многогранники, що мають правильні грані, але не є однорідними (тобто не є ні платоновими тілами (правильними многогранниками), ні архімедовими, ні призмами, ні антипризмами).
1966 року Норман Джонсон опублікував список усіх 92 тіл і дав їм назви і номери. Він не довів, що їх тільки 92, але висловив гіпотезу, що інших немає. Віктор Залгаллер 1969 року довів, що список Джонсона повний. Квадратна піраміда Джонсона може бути описана єдиним параметром — довжиною ребра {\displaystyle a}. Висота {\displaystyle H} (від середини квадрата до вершини піраміди), площа поверхні {\displaystyle A} (всіх п'яти граней) і об'єм {\displaystyle V} такої піраміди рівні:
{\displaystyle H={\frac {1}{\sqrt {2}}}a}
{\displaystyle A=(1+{\sqrt {3}})a^{2}}
{\displaystyle V={\frac {\sqrt {2}}{6}}a^{3}.}

## Інші квадратні піраміди
Інші квадратні (правильні) піраміди мають за бічні грані рівнобедрені трикутники.
Для таких пірамід, що мають довжину сторони основи {\displaystyle l} і висоту {\displaystyle h}, площа поверхні і об'єм обчислюються за формулами:
{\displaystyle A=l^{2}+l{\sqrt {l^{2}+(2h)^{2}}}}
{\displaystyle V={\frac {1}{3}}l^{2}h.}

## Пов'язані многогранники і стільники
| Правильний октаедр можна вважати квадратною біпірамідою (дві квадратні піраміди, з'єднані основами). | Тетракісгексаедр можна отримати з куба шляхом нарощення коротких квадратних пірамід на кожній грані. | Квадратна зрізана піраміда. |

Квадратна піраміда заповнює простір (утворює стільники) з тетраедром, зрізаним кубом або кубооктаедр.

### Двоїстий многогранник
Квадратна піраміда топологічно є самодвоїстим многогранником. Довжини ребер двоїстої піраміди відрізняються через полярне перетворення.
| Двоїста квадратна піраміда | Розгортка двоїстого многогранника |
| -------------------------- | --------------------------------- |
|                            |                                   |

## Топологія
Квадратну піраміду можна подати графом «Колесо» W5.